# Emirat von Tiflis

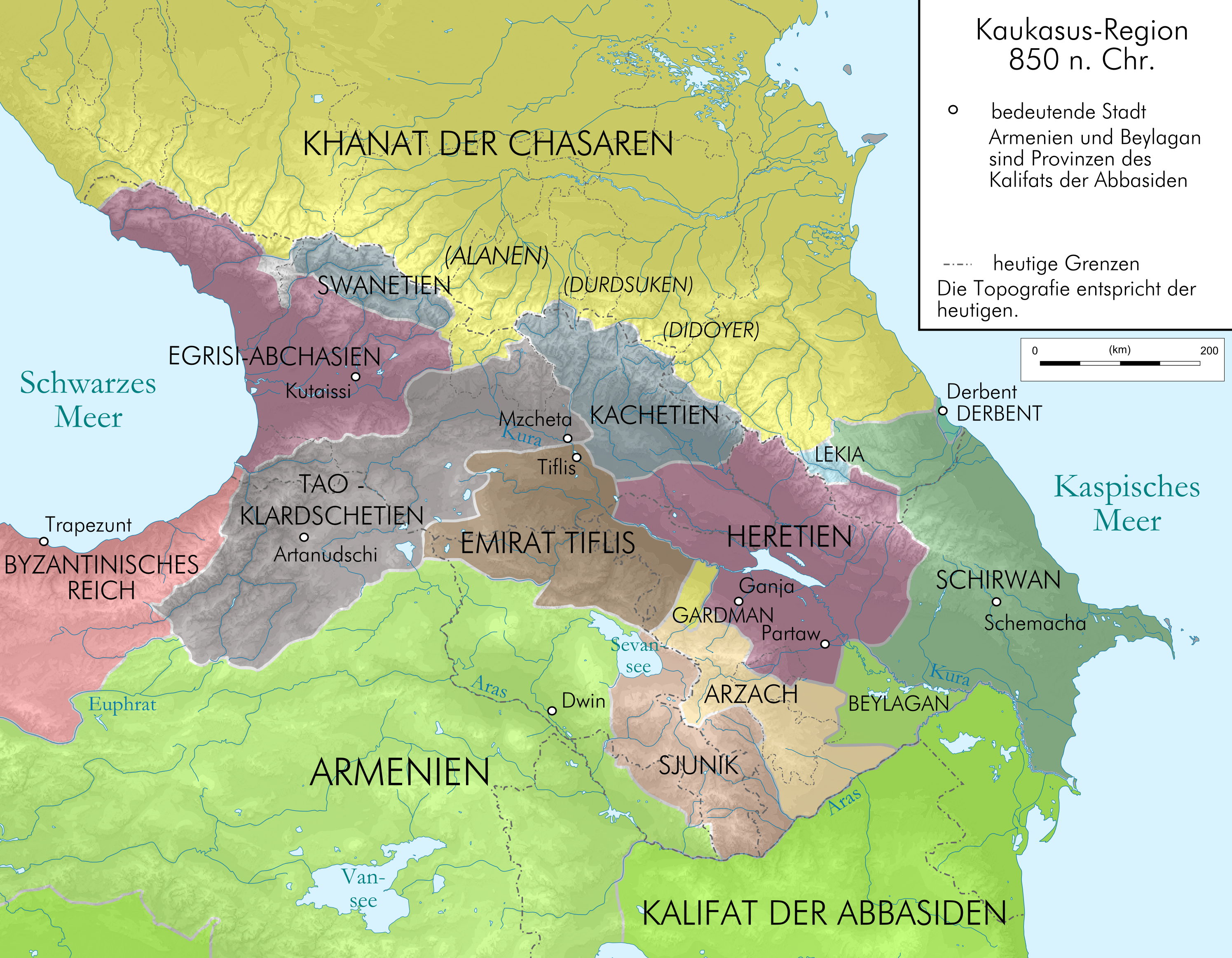
Kaukasus-Region um 850 n. Chr., das Emirat Tiflis im Zentrum in braun

Das Emirat von Tiflis (georgisch თბილისის საამირო, arabisch إمارة تفليسي Imarāt Tiflisi) bestand von 736 bis 1080 (nominell bis 1122) und umfasste das heutige Ostgeorgien. Es wurde von den Arabern während ihrer Invasion Georgiens gegründet und war ein wichtiger Stützpunkt der muslimischen Herrschaft im Kaukasus. 1122 zerschlug König Dawit IV. das Emirat und machte Tiflis zu seiner Hauptstadt, was es bis heute auch geblieben ist.

## Geschichte
Die Araber erschienen erstmals im Jahr 645 in Iberien. Sie konnten aber erst 735 den größten Teil des Landes unter ihre Kontrolle bringen. In dem Jahr nahm Marwan II. Tiflis und das benachbarte Land ein und setzte dort einen arabischen Emir ein. Dieser Emir wurde vom Kalifen in Bagdad oder gelegentlich vom muslimischen Wali von Armenien ernannt. Während der arabischen Herrschaft wurde Tiflis (al-Tefelis) zu einem Handelszentrum zwischen der islamischen Welt und Nordeuropa. Darüber hinaus diente Tiflis als Schlüsselposition der Araber und als Pufferzone gegen Byzanz und die Chasaren. Mit der Zeit wurde die Mehrheit der Einwohner in Tiflis Muslime, aber der islamische Einfluss beschränkte sich nur auf die Stadt, während das Umland vornehmlich christlich blieb. Als Untergebene des Emirs von Tiflis galten die Emire von Rustawi und Dmanissi.
Tiflis war eine große Stadt mit einer doppelten Stadtmauer und drei Stadttoren. Es lag auf beiden Seiten des Kuraflusses und wurde über eine Pontonbrücke verbunden. Die Stadt besaß Thermalquellen und Häuser, die zur Überraschung der Araber aus Kiefernholz gebaut waren. In der ersten Hälfte des 9. Jahrhunderts war Tiflis mit seinen mindestens 50.000 Einwohnern nach Derbent die größte Stadt im Kaukasus.
Nachdem 807 der Erismtawari von Iberien abgesetzt wurde, war der Emir der alleinige Herrscher über das Land und der Staat Iberien hörte auf zu existieren. Als das Kalifat nach der Zerstörung Bagdads im Jahr 813 schwächelte, nahmen die sezessionistischen Tendenzen unter den arabischen Emiren in den fernen Provinzen zu, Tao-Klardschetien, das sich unter Aschot I. vom Emirat abgespaltet hatte, konnte auch Innerkartlien erobern, das nach Aschots Tod jedoch zurückerobert wurde. Unter dem Emir Is’hak bin Ismail (833–853) war das Emirat so stark, dass es gegen die Bagratiden und den Kalifen bestehen konnte, jedoch erneut Innerkartlien an Tao-Klardschetien verlor. Er verweigerte Bagdad den jährlichen Tribut und erklärte sich vom Kalifen unabhängig. Der Kalif al-Mutawakkil schickte 853 eine Strafexpedition unter Bugha al-Kabir al-Scharabi, auch als Bugha der Türke bekannt, gegen Tiflis. Dieser eroberte Tiflis, brannte es ab und enthauptete den Emir Is’hak. Das Kalifat baute die Stadt nicht in ihrer alten Größe und Pracht wieder auf und das muslimische Prestige und die Autorität nahm in der Region ab. Ende des 9. Jahrhunderts konnte Armenien den südlichen Teil Niederkartliens vom Emirat erobern. Nachdem der arabische Emir Abul-Kasim 908 bis 914 durch Georgien gezogen war, kontrollierte das Emirat kurze Zeit wieder Innerkartlien, bis es dieses an Egrisi-Abchasien verlor.
Anfang der 1020er Jahre begannen die georgischen Könige eine expansionistische Politik gegen die Emire, so dass Tiflis mehrmals unter georgische Kontrolle kam. Das Emirat schrumpfte bis auf Tiflis und das Umland. Aber die seldschukische Invasion in den 1070er und 1080er Jahren in den Kaukasus stoppte den georgischen Vormarsch und lenkte die Aufmerksamkeit der Georgier vom Emirat ab. Die Emire wurden ab 1080 von älteren Kaufmännern und Händlern ersetzt, die die Verwaltung der Stadt übernahmen und die Alten von Tiflis (Tbileli berebi) genannt wurden. Dawit IV. besiegte die Seldschuken in der Schlacht am Didgori und besiegelte so das Schicksal des Emirats, das dann 1122 von den Georgiern endgültig eingenommen wurde.

## Galerie

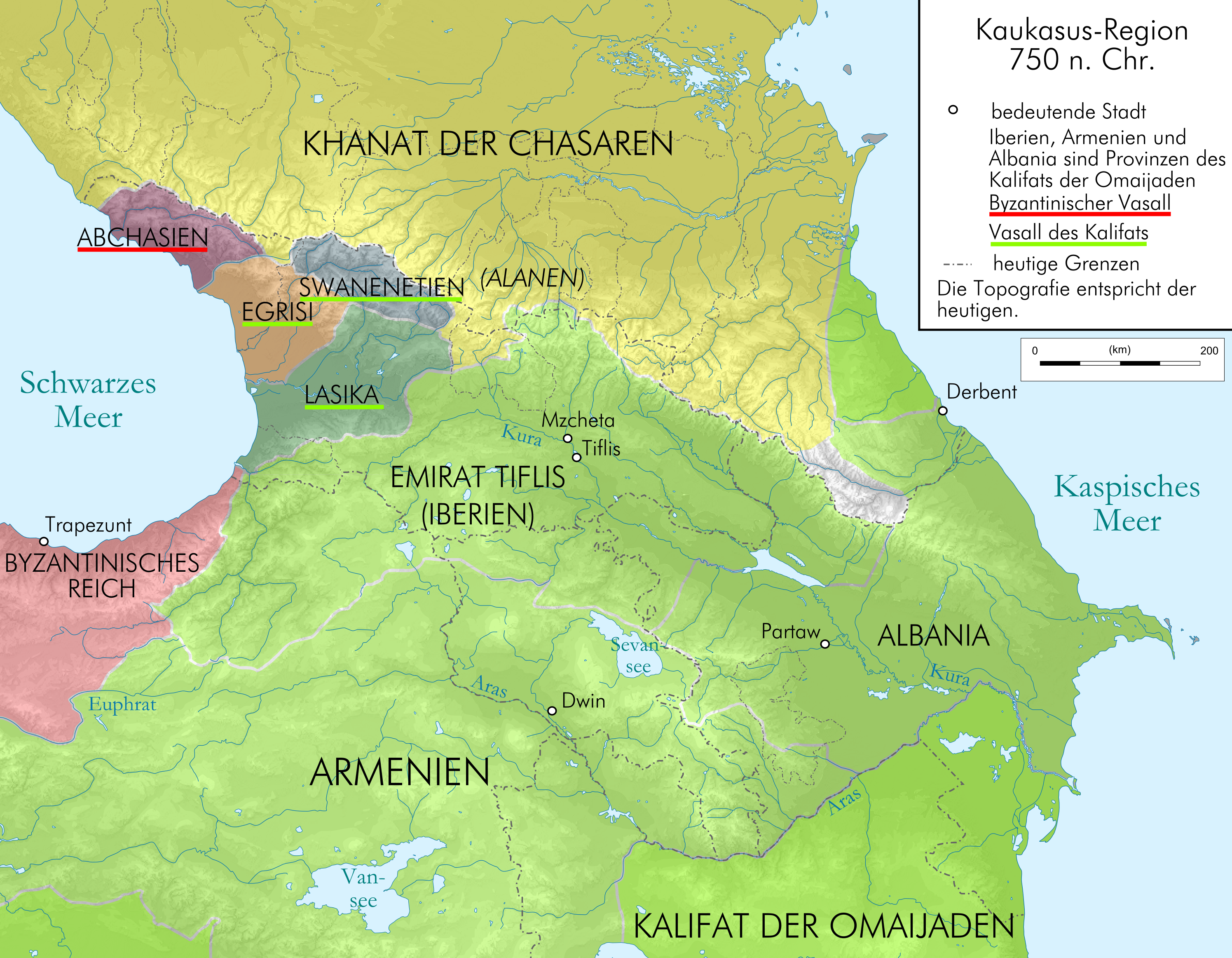
Das Emirat kurz nach der Gründung im Jahr 750
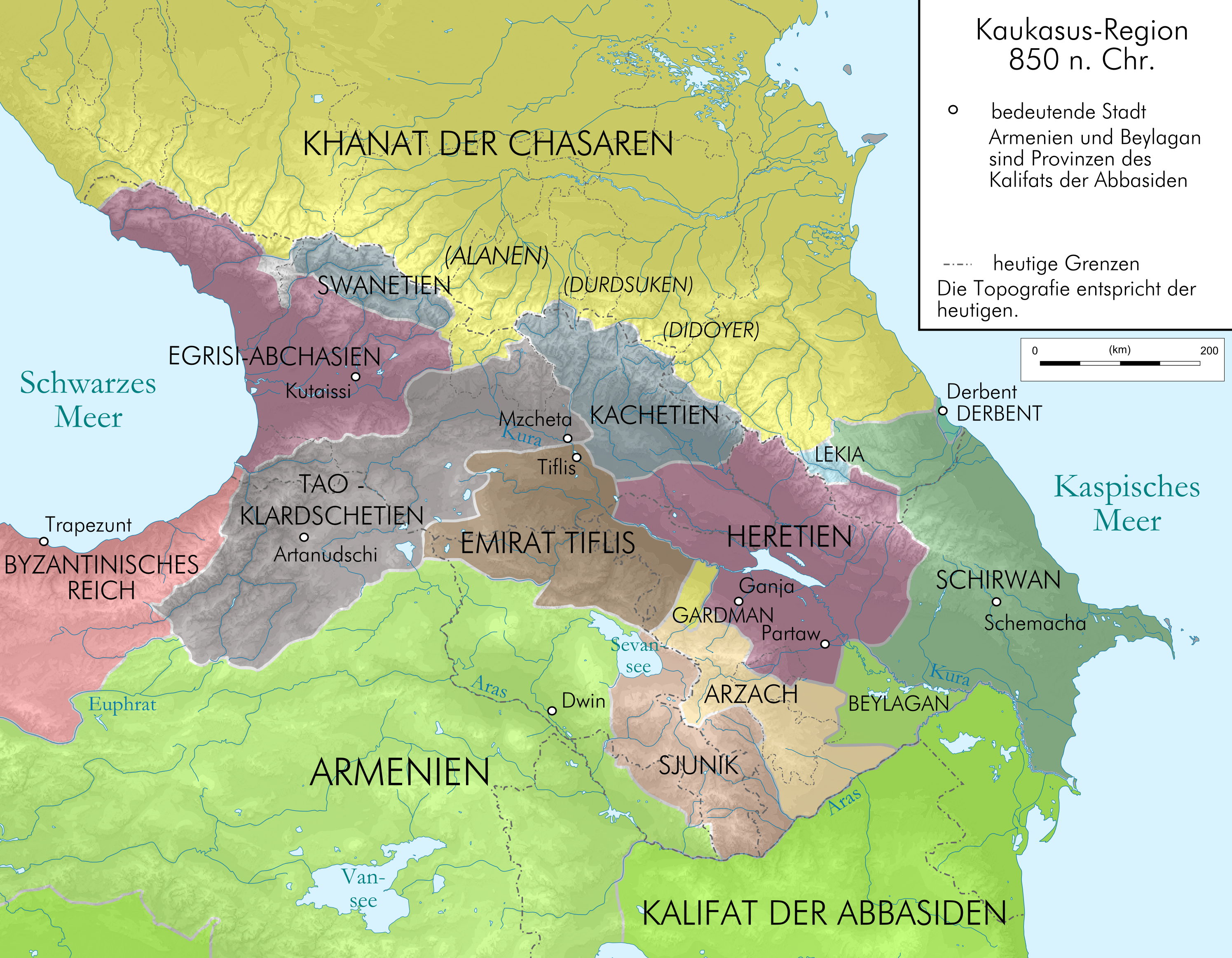
Das Emirat im Jahr 850
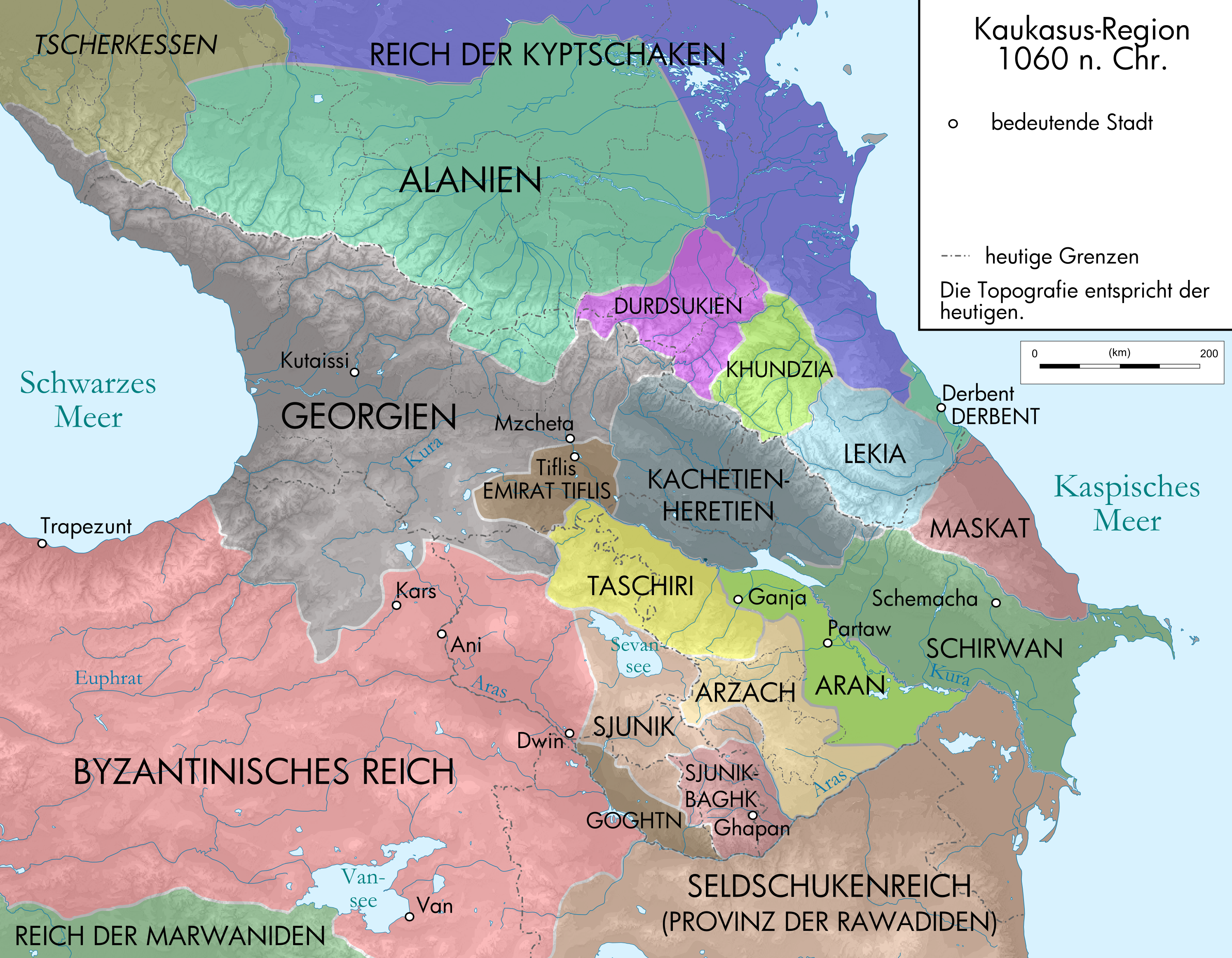
Das Emirat gegen Ende seiner Existenz im Jahr 1060

## Emire

### Schuabidische Emire von Tiflis
- Ismail bin Schuab (erster bekannter Emir, herrschte bis 813)
- Mohammed bin Atab (813–829)
- Ali bin Schuab (829–833)
- Is’hak bin Ismail bin Schuab (833–853)

### Schaybanidische Emire von Tiflis
- Mohammed bin Khalil (853–870)
- Isa bin asch-Scheikh asch-Schayban (870–876)
- Ibrahim (876–878)
- Gabuloc (878–880)

### Jaffaridische Emire von Tiflis
- Jaffar I. bin Ali (880–914)
- Mansur bin Jaffar (914–952)
- Jaffar II. bin Mansur (952–981)
- Ali bin Jaffar (981–1032)
- Jaffar III. bin Ali (1032–1046)
- Mansur bin Jaffar (1046–1054)
- Abu’l-Haija bin Jaffar (1054–1062) (Letzter bekannter Emir)

## Weblink
- Dirham Münzen aus Tiflis dirhams bei Zeno.ru – Oriental Coins Database